# Sojoez TMA-11M
Sojoez TMA-11M (Russisch: Союз ТМА-11M) was een bemande ruimtevlucht naar het internationale ruimtestation ISS met aan boord drie leden van ISS Expeditie 38. Sojoez TMA-11M werd gelanceerd om 04:14 UTC op 7 november 2013 vanaf de lanceerbasis Bajkonoer met een Sojoez-FG-draagraket. Met deze lancering was het de eerste keer sinds het afschaffen van de Space Shuttle dat er 9 mensen in de ruimte verbleven.

## Bemanning
De driekoppige bemanning bestond uit:
- Mikhail Tyurin ( Rusland), bevelvoerder; 3e ruimtevlucht
- Richard Mastracchio ( Verenigde Staten), eerste boordwerktuigkundige; 4e ruimtevlucht
- Koichi Wakata ( Japan), tweede boordwerktuigkundige, 4e ruimtevlucht

## Olympische fakkel
Tussen de aankomst van Sojoez TMA-11M en het vertrek van Sojoez TMA-09M waren er drie Sojoez-capsules gekoppeld aan het ISS. De bemanning van TMA-11M bracht de olympische fakkel mee naar het ISS in aanloop naar de Olympische Winterspelen 2014 in Sotsji. Op 9 november 2013 maakten Kotov en Rjazanski een ruimtewandeling waarbij ze de fakkel - uiteraard gedoofd - mee naar buiten namen. De fakkel keerde naar de aarde terug met Sojoez TMA-09M.

## Terugkeer
Sojoez TMA-11M met de drie astronauten aan boord werd losgekoppeld van het ISS op 13 mei 2014 om 22:36 UTC. De capsule landde de volgende dag in Kazachstan om 01:58 UTC.

## Back-up-bemanning
De reservebemanning bestond uit:
- Maksim Surajev, bevelvoerder (Rusland/Roskosmos)
- Gregory R. Wiseman, boordwerktuigkundige (USA/NASA)
- Alexander Gerst, boordwerktuigkundige (Duitsland/ESA).

TMA-1 · TMA-2 · TMA-3 · TMA-4 · TMA-5 · TMA-6 · TMA-7 · TMA-8 · TMA-9 · TMA-10 · TMA-11 · TMA-12 · TMA-13 · TMA-14 · TMA-15 · TMA-16 · TMA-17 · TMA-18 · TMA-19 · TMA-01M · TMA-20 · TMA-21 · TMA-02M · TMA-22 · TMA-03M · TMA-04M · TMA-05M · TMA-06M · TMA-07M · TMA-08M  · TMA-09M · TMA-10M · TMA-11M · TMA-12M · TMA-13M · TMA-14M · TMA-15M · TMA-16M · TMA-17M · TMA-18M · TMA-19M · TMA-20M